# 趙光復
趙光復（越南语：／，524年—571年），即趙越王（越南语：／），是6世紀中期越南北部地區的軍閥，萬春國皇帝（548年－571年）。「趙光復」一名，僅見於越南的《大越史記全書》，中國史料《梁書》和《陳書》中皆無記載。
趙光復是朱䳒縣人，其父趙肅是李賁麾下的左將軍。548年，李賁病逝於屈獠洞中。趙光復得知後，自立為王，定都龍編，後遷武寧。
550年，梁簡文帝以陳霸先為威明將軍領交州刺史，前去征討趙光復。但因突發侯景之亂，陳霸先被召回，改派楊孱前往征討。趙光復殺死了楊孱，擊退了梁軍。
557年，交州另一名起義軍首領李佛子率軍東下，與趙光復在太平縣交戰。交戰了五次，未分勝負。於是趙光復與李佛子簽訂和約，以君臣州為界。李佛子令兒子李雅郎與趙光復的女兒趙杲娘成婚，入贅趙氏。
571年，李佛子與李雅郎合謀，進攻趙光復。趙光復兵敗出奔，在大鴉海口為李佛子追兵追及，遂投海而死。於是李佛子兼併了趙光復的勢力。
後來在《粵甸幽靈集》中，追稱他為明道開基聖烈神武皇帝。莫朝光宝年间，赵光复神号为“钦天明道开基神武圣烈显灵骏功英勇纯德信顺至仁庄宪弘毅广化光济聪哲昭惠弘休彰裕恩佑光厌保大威敏浮祺皇帝”。